# Leucania rudis
Leucania rudis är en fjärilsart som beskrevs av Moore 1888. Leucania rudis ingår i släktet Leucania och familjen nattflyn. Inga underarter finns listade i Catalogue of Life.